# Hugh Elliot
Sir Hugh Elliot (født 6. april 1752, død 1. december 1830) var Storbritanniens gesandt i København 1782-90. 
Hugh Elliot var som barn elev på abbé Choquarts akademi i Paris og havde bl.a. Honoré Gabriel Riqueti de Mirabeau som klassekammerat.
I 1788 bragte han ved et stærkt personligt engagement Tyttebærkrigen til ophør ved at true Danmark-Norge med krig med både Storbritannien og Preussen, hvis ikke de dansk-norske tropper opgav deres felttog og vendte hjem til Norge.